# Elezioni presidenziali negli Stati Uniti d'America del 1972
Le elezioni presidenziali negli Stati Uniti d'America del 1972 si svolsero il 7 novembre. La sfida oppose il presidente repubblicano uscente Richard Nixon e il candidato democratico George McGovern. La vittoria di Nixon fu larghissima e concesse al rivale solamente i voti elettorali del Massachusetts e di Washington. In termini di voto popolare, il divario fra i due sfidanti principali superò i venti punti percentuali e fu il quarto più ampio nella storia delle elezioni presidenziali negli Stati Uniti.

## Risultati
| Candidati            | Candidati               | Partiti                                       | Voti       | %     | Delegati |
| Presidente           | Vicepresidente          | Partiti                                       | Voti       | %     | Delegati |
| -------------------- | ----------------------- | --------------------------------------------- | ---------- | ----- | -------- |
| Richard Nixon (CA)   | Spiro Agnew (MD)        | Partito Repubblicano                          | 47 168 710 | 60,67 | 521      |
| George McGovern (SD) | Sargent Shriver (MD)    | Partito Democratico                           | 29 173 222 | 37,52 | 17       |
| John G. Schmitz (CA) | Thomas J. Anderson (TN) | Partito Indipendente Americano                | 1 100 896  | 1,42  | –        |
| Linda Jenness (GA)   | Andrew Pulley (IL)      | Partito Socialista dei Lavoratori             | 83 380     | 0,11  | –        |
| Benjamin Spock (CA)  | Julius Hobson (D.C.)    | Partito del Popolo                            | 78 759     | 0,10  | –        |
| Louis Fisher         | Genevieve Gunderson     | Socialist Labor Party of America              | 53 814     | 0,07  | –        |
| Gus Hall             | Jarvis Tyner            | Partito Comunista degli Stati Uniti d'America | 25 598     | 0,03  | –        |
| Evelyn Reed          | Clifton DeBerry         | Partito Socialista dei Lavoratori             | 13 878     | 0,02  | –        |
| E. Harold Munn       | Marshall Uncapher       | Partito Proibizionista                        | 13 497     | 0,02  | –        |
| John Hospers         | Theodora Nathan         | Partito Libertario                            | 3 674      | 0,00  | –        |
| John Mahalchik       | Irving Homer            | America First Party                           | 1 743      | 0,00  | –        |
| Gabriel Green        | Daniel Fry              | Universal Party                               | 220        | 0,00  | –        |
| Write-ins            | -                       | -                                             | 26 639     | 0,03  | –        |
| Totale               | Totale                  | Totale                                        | 77 744 030 | 100   | 538      |

| Richard Nixon   |  | 60,67% |
| George McGovern |  | 37,52% |
| John G. Schmitz |  | 1,42%  |
| Altri           |  | 0,39%  |

     Nixon (520)
     McGovern (17)
     Hospers (1)